# Bulbophyllum stenochilum
Bulbophyllum stenochilum là một loài phong lan thuộc chi Bulbophyllum.